# Muszla (skała)

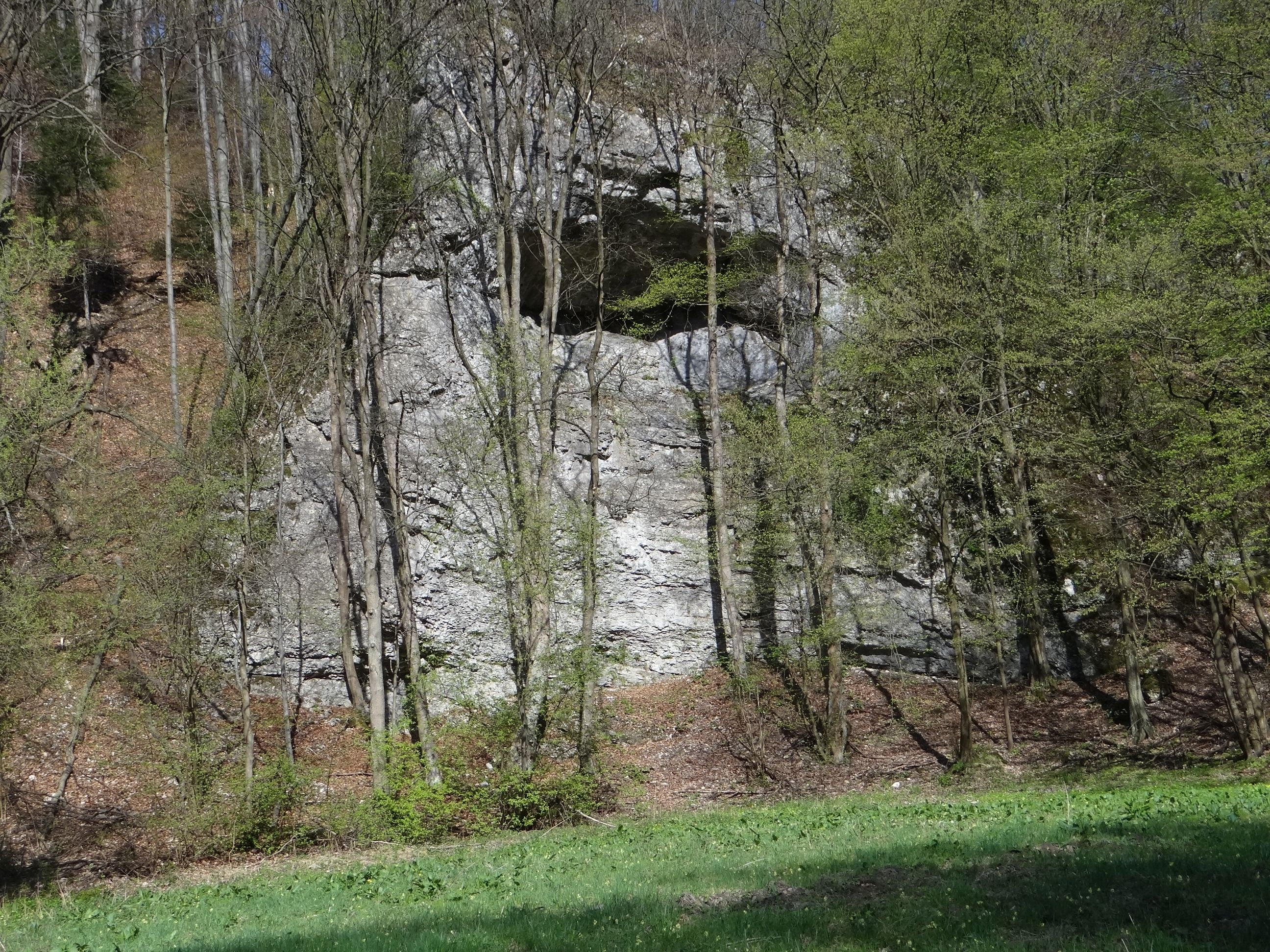
Muszla

Muszla – skała w grupie skał Framugi w orograficznie lewych zboczach Doliny Sąspowskiej w Ojcowskim Parku Narodowym. Zbudowana jest z wapienia. Nazwa skały pochodzi od znajdującego się w niej na wysokości kilku metrów dużego schroniska, na mapie Geoportalu opisanego jako Jaskinia Zbójecka Muszla. U podnóży Muszli znajduje się na dnie Doliny Sąspowskiej łąka, na której dawniej istniały harcerskie stanice. Wypływa tutaj Źródło Harcerza.
Muszla widoczna jest ze szlaku turystycznego biegnącego dnem Doliny Sąspowskiej.